# Arístino
Arístino (em grego: Αρίστηνον; romaniz.: Arístinon) é uma vila grega da unidade regional de Evros, no município de Alexandrópolis, na unidade municipal de Trajanópolis, na comunidade de Anteia. Localizada 12 km da capital Alexandrópolis, próximo a ela estão as vilas de Anteia e Lutrá Trajanópolis. Segundo censo de 2011, têm 455 habitantes.